# Skogns kommun
Skogns kommun (norska: Skogn kommune) var en kommun i Nord-Trøndelag fylke i Norge. Kommunen omfattade den mellersta delen av nuvarande Levangers kommun (ett område sydväst om staden Levanger) och gränsade till kommunerna Levanger, Frol, Verdal, Hegra, Åsen och Frosta. Tätorten Skogn utgjorde kommunens centralort.

## Administrativ historik
Skogns kommun upprättades den 1 januari 1838 (som Skogn formannskapsdistrikt) när Formannskapslovene från 1837 trädde i kraft.
Den 28 november 1874, genom kunglig resolution, överfördes ett obebott område (del av två allmänningar) från Skogns kommun till Frols kommun.
Den 1 januari 1962 gick Skogns kommun, tillsammans med kommunerna Frol och Åsen, upp i Levangers kommun. Kommunens hade då 4 756 invånare.